# Wen küsst die Braut?
Wen küsst die Braut? (Arbeitstitel: No Risk, No Love) ist eine deutsche Liebeskomödie des Regisseurs Lars Montag aus dem Jahr 2002. In der Hauptrolle verkörpert Mina Tander die junge Kellnerin und Braut Beate.

## Handlung
Beates Glück scheint nichts mehr im Wege zu stehen: Sie wird den Tierpfleger Uwe heiraten. Überraschend erhält sie jedoch auf einem Junggesellinnenabend eine Einladung zu einer Quizshow, die von Arabella organisiert wird. Auf dieser gewinnt sie ein Wochenende auf Mallorca mit dem berühmten Popstar Berry. Sie nimmt den Gewinn zwar an, ist jedoch froh, als das Wochenende mit dem Star wieder vorbei ist, denn sie fühlte sich mit dem Star und dem ganzen Ambiente einfach nicht wohl. Offensichtlich hatte Berry sowieso nur im Sinn, auf der spanischen Insel ein neues Musikvideo zu drehen, Beate selbst, kam sich selbst dabei eher störend vor.
Als sie wieder zu Hause angekommen ist, trifft Beate weitere Hochzeitsvorbereitungen, doch da kommt ihr Berry schon wieder in die Quere. Während ihr zukünftiger Ehemann Uwe sich mit einem gebrochenen Bein im Krankenhaus befindet, zeigt sich Berry jedoch von einer ganz anderen Seite, viel menschlicher und einfühlsamer. Das hat zur Folge, dass die beiden sich näherkommen, und so gerät Beate in Zweifel, ob sie mit Uwe die richtige Wahl als zukünftigen Ehemann getroffen hat.
Erneut in Zweifel gerät Beate, als Berry sie plötzlich bei einem Treffen versetzt und in der Öffentlichkeit auf Distanz zu ihr geht. So ist vielleicht doch Uwe der Richtige für sie? Erneut unsicher ist sie am Tag der Hochzeit, und selbst als sie mit Uwe bereits in der Kirche angekommen ist, entschließt sie sich letztlich doch für den Popstar Berry. Beate verlässt fluchtartig das Gotteshaus und schafft es gerade noch rechtzeitig, Berry zu treffen. Somit endet die Filmhandlung für sie in einem Happy End.

## Produktion, Erstausstrahlung
Viola Jäger, Harald Kügler und Molly von Fürstenberg produzierten den Film für Olga Film GmbH (München) im Auftrag von Pro7. Wen küsst die Braut? wurde am 12. September 2002 erstmals auf Pro7 ausgestrahlt.

## Kritiken
TV Spielfilm urteilt mit einem nach oben gestreckten Daumen: „Wer eine verfilmte "Bravo"-Lovestory erwartet, wird angenehm überrascht. Ein liebevoll gemachtes Drehbuch und charmante Darsteller machen die amourösen Verwicklungen zum herzigen Vergnügen“. Das Fazit der Programmzeitschrift lautet: „Putzige Liebesposse mit Frischefaktor“.
Das Lexikon des internationalen Films konstatiert etwas weniger wohlwollend: „Wenig originelle romantische (Fernseh-)Komödie um eine unentschlossene Frau, die sich zwischen zwei Männern entscheiden muss“.